# لاكي طومسون
لاكي طومسون (بالإنجليزية: Lucky Thompson)‏ هو عازف جاز وملحن أمريكي، ولد في 16 يونيو 1924 في كولومبيا في الولايات المتحدة، وتوفي في 30 يوليو 2005 في سياتل في الولايات المتحدة بسبب مرض آلزهايمر.

## وصلات خارجية
- لاكي طومسون على موقع الموسوعة البريطانية (الإنجليزية)
- لاكي طومسون على موقع ميوزك برينز (الإنجليزية)
- لاكي طومسون على موقع أول ميوزيك (الإنجليزية)
- لاكي طومسون على موقع ديسكوغز (الإنجليزية)